# Gibel
Gibel település Franciaországban, Haute-Garonne megyében. Lakosainak száma 388 fő (2022. január 1.). Gibel Mazères, Fajac-la-Relenque, Marquein, Molandier, Caignac, Calmont, Monestrol és Montgeard községekkel határos.

## Népesség
A település népességének változása:
| Lakosok száma | 288  | 246  | 207  | 268  | 337  | 351  | 361  | 376  | 383  | 388  |
|               | 1968 | 1982 | 1990 | 2006 | 2013 | 2015 | 2017 | 2019 | 2020 | 2022 |